# Joan Tolosa i Noguera
Joan Tolosa i Noguera (Barcelona, 1818 - ibidem, 31 de gener de 1890) va ser un músic català que va sobresortir com a compositor, violinista i director.

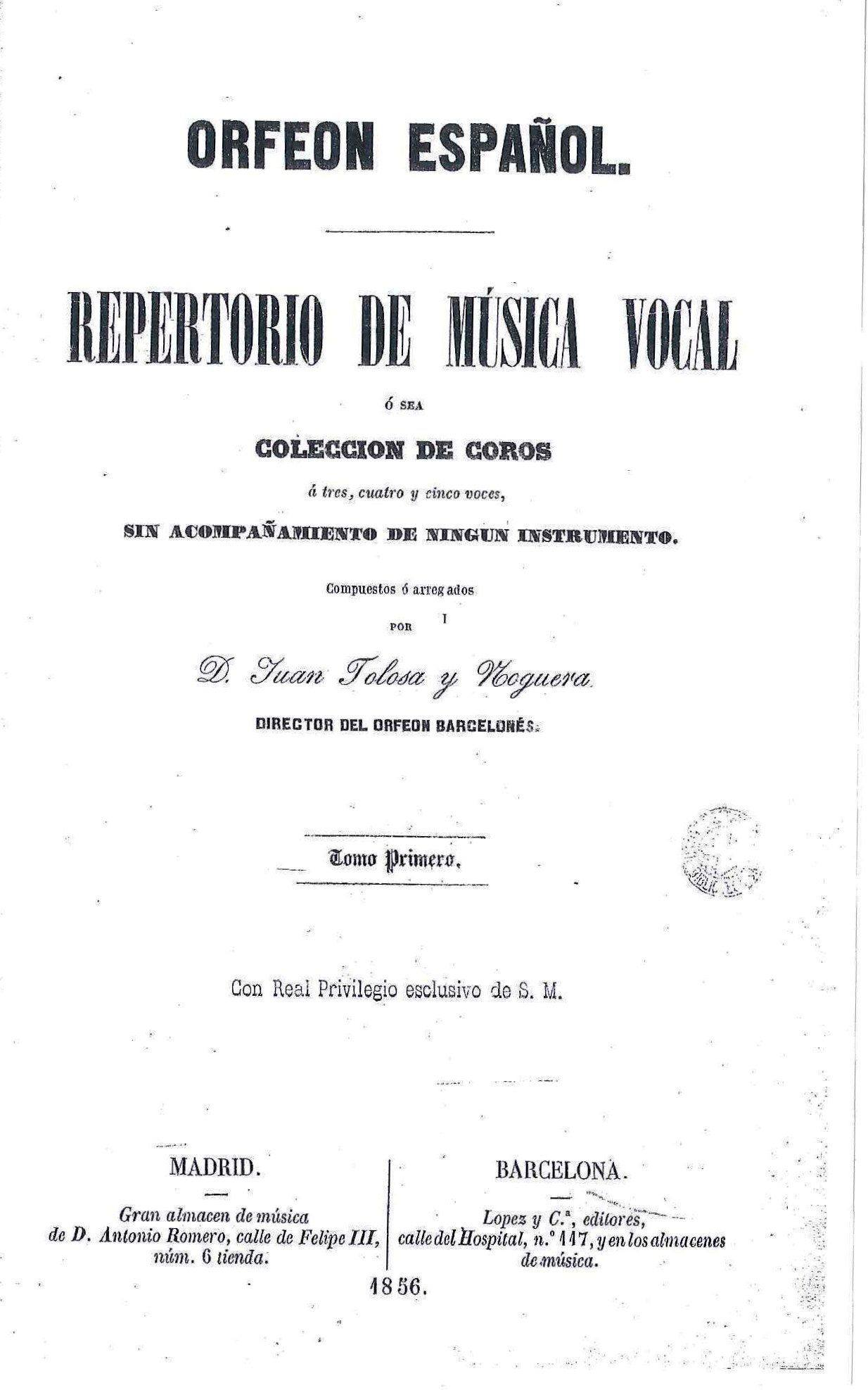
Portada del Repertorio de música vocal, de Joan Tolosa (1856)

## Biografia
Després d'estudiar solfeig i iniciar-se als tretze anys amb el violí amb F. Berini, director de l'orquestra del Teatre Principal a la seva ciutat natal, es trasllada als setze anys a Marsella on treballa durant dos anys al teatre com a violinista, al mateix temps que completava la seva formació. A París estudia amb E. Colete harmonia i contrapunt i guanya la plaça de violinista al Teatre Nacional de l'Opéra-Comique, que exerceix durant quinze ayns component diverses obres instrumentals.
A la seva estada a París coneix a Guillaume Louis Bocquillon Wilhem, creador del concepte modern d'orfeó, de qui es convertiria en destacat deixeble. Quan torna a Barcelona funda juntament amb el seu germà Pere, la societat dramaticomusical Euterpe y Talía i la societat musical Concierto Barcelonés (1848).

### L'Orfeó Barcelonès
El 1850, va decidir popularitzar l'estudi de la música de les escoles introduint el mètode de Wilhem, que va traduir al castellà. Així, a partir d’aquestes experiències, i amb l'ajuda de l'Ajuntament, el 1853 va començar un curs amb setanta alumnes, nombre que va créixer ràpidament. D'aquí va sorgir l'Orfeó Barcelonès, el primer de l'Estat, reunió setmanal dels alumnes més avantatjats amb la finalitat, segons el mateix Tolosa, “de difondre l'ensenyament musical a totes les classes de la societat”, a més d'“organitzar masses de cors semblants a les que sovint amenitzen les solemnitats polítiques i religioses a Alemanya, Bèlgica, França, Anglaterra, etc. El 1856 va publicar un Repertorio de música vocal. El 1861 havien passat per les seves classes 1300 alumnes, que havien actuat en teatres, jardins, esglésies i funcions públiques, la major part de les vegades amb fins benèfics. Aviat es van crear en altres ciutats agrupacions corals que seguien el model de l'Orfeó Barcelonès. Aquest va ser el cas dels orfeons Valencià i Apol·lo, fundats a València el 1862.

#### RevistaEl Orfeón Español iconflicte amb Clavé
Entre 1862 i 1864 va publicar la revista El orfeón español, Òrgan de difusió dels orfeons, subtitulat, "Òrgan de les associacions artisticomusicals, bandes de música de l'exèrcit i dels orfeons espanyols". Des de la direcció d'aquesta revista els germans Tolosa establiren una forta rivalitat amb Josep Anselm Clavé, creador d'un gran nombre de societats corals, i el 1863 esclatà entre ells una dura polèmica a través dels respectius mitjans de comunicació: El Orfeón Español de l'Orfeón Barcelonés i El Metrónomo dels cors claverians, demanant la paternitat del cant coral d'Espanya i la idoneïtat dels mètodes emprats per ambdues tendències. El 1867 l’Orfeón Barcelonés desaparegué de l’escena musical catalana i Joan Tolosa continuà dedicant-se a la direcció orquestral.

## Obra[1]
Entre les seves composicions van aconseguir una gran difusió algunes obres corals escrites per engrossir el repertori dels orfeons, com El campanario flamenco.
Autor prolífic, de la seva obra destaca:
- L'Himne a l'Excm. Ajuntament de Barcelona (amb lletra de Pròsper de Bofarull).
- Magalí (sobre textos de Frederic Mistral).
- El cant de la pàtria (lletra de Víctor Balaguer).

I música religiosa com:
- Stabat Mater.
- Tota pulxra.
- Salve Regina.